# Ginga (satellite)
Pour le mouvement de base de la capoeira, voir ginga.
Ginga (En japonais «galaxie »), connu également sous l'appellation  ASTRO-C avant son lancement, est un satellite japonais d'observation dans le domaine des rayons X. Il a été lancé de Kagoshima le 5 février 1987 par une fusée Mu 3S2 (pl).

## Équipement
Le satellite était stabilisé dans l'espace, en 3 dimensions, par une roue gyroscopique et un système inertiel à quatre gyroscopes.
La manœuvrabilité était limitée par les actuateurs magnétiques[réf. souhaitée] et par la nécessité de garder les 4 panneaux solaires orientés à 45° au moins de l'axe du soleil. Les observations de moins d'une journée étaient donc peu pratiques et il n'était pas possible d'observer toutes les directions à toutes les périodes de l'année. Mais il a pu observer 350 cibles différentes.
Parmi ses instruments, le principal était le Large Area Counter (LAC), un compteur X proportionnel à large champ et à grande surface sensible. Il était complété par un compteur X sur 180°, le All Sky Monitor (ASM), qui permettait de balayer le ciel en un temps très court.
Le Gamma-Ray Burst Detector (GBD) complétait cela avec un détecteur capable de couvrir simultanément tout le ciel pour détecter un sursaut gamma. Il était décomposé en un compteur proportionnel (PC) et un spectromètre à scintillation (SC). Il pouvait détecter des sursauts gamma, les positionner avec une précision de 31,3 milliseconde d'arc et avec une bonne résolution. Le GBD était aussi utilisé pour surveiller le rayonnement de la ceinture de Van Allen et éventuellement protéger les détecteurs X.

## Résultats
- Découverte de plusieurs candidats trous noirs et étude de leurs caractéristiques spectrales.
- Découverte de rayonnement cyclotron dans 3 pulsars X : 4U1538-522, V0332+53 et Cep X-4.
- Découverte de fortes émissions X dans les raies d'émission du Fer (6-7 keV) en direction du centre galactique.